# Bistum Ventimiglia-Sanremo
Das Bistum Ventimiglia-Sanremo (lat.: Dioecesis Ventimiliensis-Sancti Romuli, ital.: Diocesi di Ventimiglia-Sanremo) ist eine in Italien gelegene römisch-katholische Diözese mit Sitz in Ventimiglia.

## Geschichte
Das Bistum Ventimiglia-Sanremo wurde im 7. Jahrhundert als Bistum Ventimiglia errichtet und dem Erzbistum Mailand als Suffraganbistum unterstellt. 1797 wurde das Bistum Ventimiglia dem Erzbistum Genua als Suffraganbistum unterstellt. Am 9. April 1806 wurde das Bistum Ventimiglia durch Papst Pius VII. mit der Apostolischen Konstitution Expositum cum Nobis dem Erzbistum Aix als Suffraganbistum unterstellt. Das Bistum Ventimiglia wurde am 20. Juni 1831 durch Papst Gregor XVI. mit der Apostolischen Konstitution Sollicitudo omnium ecclesiarum wieder dem Erzbistum Genua als Suffraganbistum unterstellt.
Am 3. Juli 1975 wurde das Bistum Ventimiglia durch die Kongregation für die Bischöfe mit dem Dekret In dioecesi Ventimiliensi in Bistum Ventimiglia-Sanremo umbenannt.